# Rodrigo Sarmento de Beires
Rodrigo Sarmento de Beires (Lisboa, 16 de junho de 1895 — Porto, 21 de julho de 1975) foi um engenheiro eletrotécnico, administrador de empresas, político e professor catedrático da Faculdade de Ciências da Universidade do Porto (FCUP), onde se notabilizou como diretor do Centro de Estudos Matemáticos do Porto, cargo em que substituiu Ruy Luís Gomes. Licenciado em Engenharia Eletrotécnica pela Faculdade Técnica de Liège (Bélgica) e doutorado em Ciências Matemáticas a 20 de junho de 1917, era irmão do oficial do Exército Português José Manuel Sarmento de Beires. Foi diretor da Hidroelétrica do Cávado, administrador da Hidroelétrica do Douro e procurador à Câmara Corporativa, em representação das empresas produtoras de eletricidade.